# Heinz Maurer
Heinz Wolfgang Maurer (* 17. Februar 1906 in Baden-Baden; † 17. Juli 1945 in Vorarlberg) war ein deutscher Staatsbeamter zur Zeit des Nationalsozialismus. Er war Mitglied der SS und bekleidete zuletzt den Rang eines SS-Hauptsturmführers. Als Leiter der Polizeiabteilung in Lemberg (heute: Lwiw) von 1942 bis 1944 und als Funktionär im Stab des SS- und Polizeiführers Ost wirkte er während der Besetzung Polens im Zweiten Weltkrieg an der Judenverfolgung in Ost-Galizien mit. Nach einer missglückten Flucht aus französischer Internierung beging er 1945 Suizid.

## Leben

### Schule und Ausbildung
Heinz Wolfgang Maurer war das jüngste von vier Kindern des Oberingenieurs Eugen Maurer und seiner Ehefrau Anne. Entsprechend den Idealen des damaligen Bildungsbürgertums genoss er eine an den Prinzipien des Humanismus orientierte Erziehung. Nach befriedigenden Leistungen legte er 1924 sein Abitur am Gymnasium Hohenbaden Baden-Baden ab und studierte danach Jura in Freiburg, München und Frankfurt am Main. 1928 bestand er in Karlsruhe das erste Staatsexamen; 1932 folgte die zweite Staatsprüfung. 1931 wurde er mit einer Dissertation über die „Einstellung der Sozialisten zu den grundsätzlichen Fragen der Strafgerichtsverfassungs- und Strafverfahrensreform“ an der Albert-Ludwigs-Universität Freiburg (Note „rite“) promoviert.

### Berufliche Stagnation trotz NSDAP- und SS-Mitgliedschaft
1933 ließ sich Maurer als Rechtsanwalt in Baden-Baden nieder, übernahm aber, weil die Geschäfte schlecht liefen, bald eine Stelle als Syndikus und Geschäftsführer der Reichskammer der bildenden Künste, Landesstelle Baden-Baden. Zum 1. Mai 1933 trat er der NSDAP (Mitgliedsnummer 3.090.832) und zum 1. Juni 1933 der SS bei (SS-Nummer 103.688). Sein direkter Vorgesetzter war Sturmführer Rudolf Christ, der im November 1938 eine tragende Rolle bei der Zerstörung der Baden-Badener Synagoge spielte. Maurer übernahm auch die Rechtsberatung des örtlichen SS-Sturmbanns. Nach Erhalt seiner Heiratserlaubnis vom Rasse- und Siedlungshauptamt schloss Maurer Ende 1934 die Ehe mit Gertrud Strauch, der Tochter eines Baden-Badener Kaufmanns. Als Trauzeugen bestellte das Paar den Damenfriseur-Meister Michl Huber, einen alten Kämpfer und SS-Sturmführer, der 1932 in einen Sprengstoffanschlag auf die Baden-Badener Polizeidirektion verwickelt gewesen war. Maurers Vernetzung in hohe NS- und SS-Kreise trug bald Früchte: Durch Vermittlung aus dem Umfeld des badischen Justiz- und Kultusministers Otto Wacker trat er Anfang 1935 eine Stelle als Kammerassessor bei der Fürstlich Fürstenbergischen Verwaltung in Donaueschingen an. Hier leitete er die Verhandlungen über den Verkauf großer fürstlicher Liegenschaften und Eisenerzkonzessionen an die Doggererz AG, die im Rahmen der nationalsozialistischen Kriegsvorbereitung eine Eisenhütte auf der Baar errichten wollte. Maurers Karrierehoffnungen gingen jedoch nicht in Erfüllung: Nachdem die Fürstliche Kammer Ende 1937 den mit ihm bestehenden Arbeitsvertrag gekündigt hatte, musste er wieder als freiberuflicher Anwalt arbeiten. 1939 bewarb sich Maurer als Jurist im Landesdienst des Gaues Niederdonau. Seine Hoffnungen auf einen beruflichen Neuanfang zerschlugen sich, nachdem er Ende August 1939 zur Wehrmacht einberufen wurde. Bis Mitte 1941 versah er Dienst als Unteroffizier bei der Flak.

### SS- und Polizeikarriere im besetzten Lemberg
Dem Dienst an der Front im Deutsch-Sowjetischen Krieg entging Maurer mit Hilfe seines einflussreichen Verwandten, des SS-Obersturmbannführers Ludwig Losacker. Dieser war seit der 1939 erfolgten Besetzung Polens eine der zentralen Figuren der deutschen Verwaltung im Generalgouvernement (GG). Nach dem Angriff auf die UdSSR übernahm Losacker den Posten des Amtschefs und stellvertretenden Gouverneurs im Distrikt Galizien, der bislang zu Stalins Beuteanteil gehört hatte, ab August 1941 dann aber dem GG angegliedert werden sollte. Der notwendig gewordene Aufbau einer neuen Verwaltung eröffnete ehrgeizigen Juristen neue Karrierechancen. Wer diese bekam, entschied zu Maurers Glück Losacker. Ende 1941 trat Maurer in Lemberg eine neue Stelle als Oberregierungsrat und Leiter des Polizeireferats in der Abteilung Innere Verwaltung an, die vom Juristen Otto Bauer geleitet wurde. In Lemberg wohnten Mitte 1941 über 100.000 Juden, die in den nachfolgenden Jahren deutscher Herrschaft fast alle dem Holocaust zum Opfer fielen. Maurer wurde nun ein Teil dieses mörderischen Systems, das allein in Ostgalizien mehr als einer halben Million Menschen das Leben kostete. Sein Polizeireferat war 1941/42 für folgende Tätigkeitsfelder verantwortlich.
- Beteiligung an „Judenaktionen“,

- Funktion als „Judenpolizei“,

- periphere Teilnahme an der sog. „März-Aktion“, einer Umschreibung für die erste Massendeportation im Lemberger Ghetto,

- Klärung von Einzelfragen wie den Geltungsbereich des „Schießbefehls“,

- Plakatierung von Anordnungen zur Vorbereitung der Deportationen.

Im Juni 1942 kam die Polizeiverwaltung unter das Kommando von SS-Brigadeführer Fritz Katzmann, der bis zu seiner Ablösung im April 1943 eine maßgebliche Rolle bei der Judenvernichtung in Galizien spielte. Katzmann war mit Maurer dermaßen zufrieden, dass er dem SS-Personalhauptamt im Oktober 1942 vorschlug, Maurer „bevorzugt“ zu befördern und ihn zum 30. Januar 1944 zum Hauptsturmführer und zum Führer beim Stab des SS-Oberabschnitts Ost zu ernennen. Der Stab des SS- und Polizeiführers (SSPF) war seit Frühjahr 1942 das „Führungsorgan des Massenmordes im Distrikt Ostgalizien.“ Katzmanns Vorgesetzter in Krakau, SS-Obergruppenführer und General der Polizei Friedrich-Wilhelm Krüger, ließ das Gesuch monatelang liegen. Als Maximilian von Herff, der Leiter des Berliner SS-Personalhauptamts, zu einer Inspektion nach Lemberg kam, setzte sich die dortige SS- und Polizeiführung nochmals für Maurer ein. Ende 1943 leitete Wilhelm Koppe, Krügers Nachfolger im Amt des Höheren Polizeiführers Ost, den Vorschlag mit einem befürwortenden Kommentar an das Berliner SS-Personalhauptamt weiter. Anfang 1944 wurde Maurer zum Hauptsturmführer im Stab des SS-Oberabschnitts Ost befördert. Damals war er als Polizeidezernent in Lemberg tätig. Maurers Frau Gertrud verklärte später die Mitwirkung ihres Ehemanns an der Judenverfolgung in Ostgalizien zu einem Akt des inneren Widerstands und behauptete, ihr Gemahl war „sehr erschüttert über die Behandlung der Juden und bemühte sich Juden zu helfen, soweit es ihm möglich war. […] Wir mussten auch, weil ich mich stets gegen die Führung der SS-Führer verwahrte und an deren Benehmen Anstoss nahm und mich auch entsprechend äusserte, unsere Dienstwohnung, die im sogenannten SS-Viertel uns zugewiesen worden war, räumen und in das polnische Viertel von Lemberg verziehen. Wir hatten dann die Möglichkeit, die Wohnung eines früheren polnischen Geistlichen zu beziehen, der von den Russen vor der Besetzung Lembergs ermordet worden war.“

### Suizid nach Internierung und posthume Entnazifizierung als Minderbelasteter
Ende 1944 wurde Maurer vom Befehlshaber der Ordnungspolizei Krakau zur staatlichen Polizeiverwaltung Karlsruhe abgeordnet, wo er seinen Dienst bis zum Einrücken französischer Verbände am 4. April 1945 versah. Maurers späteres Schicksal ist nur aus mündlichen Berichten früherer Kollegen bekannt: Demnach wurde er in ein Internierungslager in Vorarlberg verbracht, aus dem er am 17. Juli 1945 zu entkommen versuchte und sich in aussichtsloser Lage das Leben nahm. Sein Grab soll in „St. Bartholomä“ bei Schruns liegen, womit St. Bartholomäberg gemeint sein dürfte.
Maurers Familie blieb über dessen Schicksal jahrelang im Ungewissen. Seine Frau ließ sich Mitte 1946 scheiden und nahm im Oktober ihren Mädchennamen wieder an. Die Scheidung wurde später auf Anordnung des Amtsgerichts Offenburg für rechtsunwirksam erklärt. Erst 1948 wurde Maurers Suizid bekannt. Seine Mutter stellte daraufhin fest: „Wir müssen heute leider Gott danken, dass er sein Grab gefunden hat u[nd] nicht nach Polen ausgeliefert wurde.“ Große materielle Not prägte die Situation der Hinterbliebenen in den ersten Nachkriegsjahren. Die Hoffnungen der Familie richteten sich darauf, eine staatliche Hinterbliebenen-Versorgung zu erhalten, wofür eine posthume Entnazifizierung Maurers notwendig wurde. Die Spruchkammer Offenburg reihte den Mitbeteiligten an der Lemberger Judenverfolgung im Oktober 1949 in die Gruppe der Minderbelasteten ein. Das Urteil fußte auf folgender Begründung: „Ohne Zweifel war der Betroffene ein überzeugter Nationalsozialist. Es konnte aber nicht der Nachweis dafür erbracht werden, dass durch sein Verschulden ein politisch Andersdenkender Schaden erlitten und dass er einen solchen denunziert hat. Er persönlich scheint an Aktionen gegen Juden nicht teilgenommen zu haben. Seine Ehefrau war auch nicht Mitglied der NSDAP oder einer dieser angeschlossenen Gliederung. Sie scheint auch stets eine aufrechte Antifaschistin gewesen zu sein, die ihren gesamten Einfluss bei ihrem Mann dahingehend geltend machte, dass er sich nichts Unrechtes zuschulden kommen liess.“ Der milde Spruch erreichte seinen Zweck nicht. Das Land Baden und sein Rechtsnachfolger zahlten der Familie keinerlei Versorgungsbezüge. Die Gründe waren formaler, beamtenrechtlicher Natur.